# Quasigroep
In de abstracte algebra, een onderdeel van de wiskunde, is een quasigroep een algebraïsche structuur die lijkt op een groep in de zin dat delen altijd mogelijk is. Quasigroepen verschillen vooral van groepen in de zin dat quasigroepen niet associatief hoeven te zijn. Een quasigroep met een identiteits-element wordt een lus genoemd.
Een quasigroep is per definitie een magma {\displaystyle (Q,*)}, dat wil zeggen een tweetal dat uit een niet-lege verzameling {\displaystyle Q} bestaat, uitgerust met een binaire operatie {\displaystyle *}, met de eigenschap dat er voor alle {\displaystyle a,b\in Q} unieke elementen {\displaystyle x,y\in Q} bestaan, zodat:
{\displaystyle a*x=y*a=b.}
De unieke oplossingen voor deze vergelijkingen worden geschreven als 
{\displaystyle x=a\!\setminus \!b} en {\displaystyle y=b/a}.
De symbolen \ en / geven respectievelijk de gedefinieerde binaire operaties van links- en rechtsdeling aan.
In een quasigroep geldt dat
{\displaystyle a*c=b*c\Rightarrow a=b} en dat
{\displaystyle c*a=c*b\Rightarrow a=b}

## Websites
- (en)  The algebraic connections